# Monastîr-Lișneanskîi, Drohobîci
Monastîr-Lișneanskîi (în ucraineană Монастир-Лішнянський) este un sat în comuna Lișnea din raionul Drohobîci, regiunea Liov, Ucraina.

## Demografie
Componența lingvistică a localității Monastîr-Lișneanskîi
     Ucraineană (99,38%)
     Alte limbi (0,62%)
Conform recensământului din 2001, majoritatea populației localității Monastîr-Lișneanskîi era vorbitoare de ucraineană (99,38%), existând în minoritate și vorbitori de alte limbi.